# The Beloved Vagabond (film 1915)
The Beloved Vagabond è un film muto del 1915 diretto da Edward José, basato su un romanzo di William J. Locke, adattato per lo schermo da George B. Seitz. La pellicola segna il debutto cinematografico di Florence Deshon.
Dal romanzo originale trassero spunto altri film: nel Regno Unito, nel 1923 fu girato un altro The Beloved Vagabond, interpretato da Carlyle Blackwell. Nel 1936, negli Stati Uniti ne fu fatto un remake, che in Italia è conosciuto come L'amato vagabondo. Il film era diretto da Curtis Bernhardt e interpretato da Maurice Chevalier.

## Produzione
Il film fu prodotto dalla Pathé Exchange

## Distribuzione
Distribuito dalla Pathé Exchange che lo fece uscire in sala il 17 dicembre 1915.